# فهرست اسکناس‌های ایران
این نوشتار به توضیح و نمایش اسکناس‌های چاپ‌شده در بانک شاهنشاهی ایران، بانک ملی و بانک مرکزی و رایج در سه دورهٔ قاجار، پهلوی و جمهوری اسلامی می‌پردازد.

## اسکناس‌های قاجاری (۱۳۰۲–۱۲۶۹)

### سری یکم قاجار
تمامی اسکناس‌های رایج این دوره با دو زبان فارسی در رو و انگلیسی در پشت انتشار یافته‌اند. خط استفاده شده نیز به تقلید از خط رسمی امپراتوری عثمانی با کمی تغییرات، خط ثلث است؛ اما اعداد با شکل فارسی خود (۱، ۲، ۳، ۴ و ۵) چاپ شده‌اند. عناصر موجود بر اسکناس‌ها (نگارهٔ ناصرالدین‌شاه و شیر و خورشید با تاج کیانی) تقریباً ثابت بوده و اسکناس‌ها تنها از نظر اندازه، تزئینات و رنگ با هم متفاوت هستند. این سری توسط شرکت انگلیسی «Bradbury, Wilkinson & Company» و در سال ۱۸۹۰ میلادی به چاپ رسید.
| کد  | سری یکم اسکناس‌های قاجار | سری یکم اسکناس‌های قاجار | سری یکم اسکناس‌های قاجار | سری یکم اسکناس‌های قاجار | سری یکم اسکناس‌های قاجار  | سری یکم اسکناس‌های قاجار    |
| کد  | تصویر                   | تصویر                   | ارزش                    | اندازه (میلی‌متر)        | توضیحات                  | توضیحات                    |
| کد  | رو                      | پشت                     | ارزش                    | اندازه (میلی‌متر)        | رو                       | پشت                        |
| --- | ----------------------- | ----------------------- | ----------------------- | ----------------------- | ------------------------ | -------------------------- |
| ۰۰۱ |                         |                         | ۱ تومان                 | ۸۲×۱۴۶                  | نگارهٔ ناصرالدین‌شاه قاجار | نماد شیر و خورشید ارزش پول |
| ۰۰۲ |                         |                         | ۲ تومان                 | ۸۸×۱۶۴                  | نگارهٔ ناصرالدین‌شاه قاجار | نماد شیر و خورشید ارزش پول |
| ۰۰۳ |                         |                         | ۳ تومان                 | ۹۴×۱۷۲                  | نگارهٔ ناصرالدین‌شاه قاجار | نماد شیر و خورشید ارزش پول |
| ۰۰۴ |                         |                         | ۵ تومان                 | ۱۰۰×۱۸۰                 | نگارهٔ ناصرالدین‌شاه قاجار | نماد شیر و خورشید ارزش پول |
| ۰۰۵ |                         |                         | ۱۰ تومان                | ۱۰۶×۱۸۸                 | نگارهٔ ناصرالدین‌شاه قاجار | نماد شیر و خورشید ارزش پول |
| ۰۰۶ |                         |                         | ۲۰ تومان                | ۱۱۲×۱۹۶                 | نگارهٔ ناصرالدین‌شاه قاجار | نماد شیر و خورشید ارزش پول |
| ۰۰۷ |                         |                         | ۲۵ تومان                | ۱۱۸×۲۰۴                 | نگارهٔ ناصرالدین‌شاه قاجار | نماد شیر و خورشید ارزش پول |
| ۰۰۸ |                         |                         | ۵۰ تومان                | ۱۲۴×۲۱۲                 | نگارهٔ ناصرالدین‌شاه قاجار | نماد شیر و خورشید ارزش پول |
| ۰۰۹ |                         |                         | ۱۰۰ تومان               | ۱۳۰×۲۲۰                 | نگارهٔ ناصرالدین‌شاه قاجار | نماد شیر و خورشید ارزش پول |
| ۰۱۰ |                         |                         | ۵۰۰ تومان               | ۱۳۶×۲۲۸                 | نگارهٔ ناصرالدین‌شاه قاجار | نماد شیر و خورشید ارزش پول |
| ۰۱۱ |                         |                         | ۱۰۰۰ تومان              | ۱۴۲×۲۳۶                 | نگارهٔ ناصرالدین‌شاه قاجار | نماد شیر و خورشید ارزش پول |

### سری دوم قاجار
در این سری برای نخستین بار ته‌نقش (Watermark) شیر و خورشید به اسکناس‌های ایرانی اضافه شد. نگارهٔ ناصرالدین‌شاه در ارقام ۱، ۵ و ۱۰ تومان به صورت تمام رخ درآمده و در طراحی سایر ارقام همان نگارهٔ سری نخست استفاده شد. همچنین ارقام درشت ۵۰۰ و ۱۰۰۰ تومانی و ارقام نامتعارف ۳ و ۲۵ تومان در این سری چاپ نشدند. این سری توسط شرکت انگلیسی Waterlow & Sons به چاپ رسید. اسکناس‌های ارقام کوچک (۱، ۲، ۵، ۱۰ و ۲۰ تومان) سری دوم با امضاء وی.ال. والتر (V.L.Walter) و جی.ام. موری (J.M.Murray) به چاپ رسید. شماره ردیف در پشت اسکناس در ۴ گوشه زده شده است.
حق انحصاری انتشار اسکناس تا تاریخ ۲۳ اردیبهشت ۱۳۰۹ برابر ۱۹۳۰ میلادی با بانک شاهنشاهی ایران بود و بعد به بانک ملی ایران واگذار شد.
| کد  | سری دوم اسکناس‌های قاجار | سری دوم اسکناس‌های قاجار | سری دوم اسکناس‌های قاجار | سری دوم اسکناس‌های قاجار | سری دوم اسکناس‌های قاجار | سری دوم اسکناس‌های قاجار    |
| کد  | تصویر                   | تصویر                   | ارزش                    | اندازه (میلی‌متر)        | توضیحات                 | توضیحات                    |
| کد  | رو                      | پشت                     | ارزش                    | اندازه (میلی‌متر)        | رو                      | پشت                        |
| --- | ----------------------- | ----------------------- | ----------------------- | ----------------------- | ----------------------- | -------------------------- |
| ۰۱۲ |                         |                         | ۱ تومان                 | نامشخص                  | نگارهٔ ناصرالدین‌شاه      | ارزش پول                   |
| ۰۱۳ |                         |                         | ۲ تومان                 | نامشخص                  | نگارهٔ ناصرالدین‌شاه      | ارزش پول                   |
| ۰۱۴ |                         |                         | ۵ تومان                 | نامشخص                  | نگارهٔ ناصرالدین‌شاه      | ارزش پول                   |
| ۰۱۵ |                         |                         | ۱۰ تومان                | نامشخص                  | نگارهٔ ناصرالدین‌شاه      | ارزش پول                   |
| ۰۱۶ |                         |                         | ۲۰ تومان                | نامشخص                  | نگارهٔ ناصرالدین‌شاه      | نماد شیر و خورشید ارزش پول |
| ۰۱۷ |                         |                         | ۵۰ تومان                | نامشخص                  | نگارهٔ ناصرالدین‌شاه      | نماد شیر و خورشید ارزش پول |
| ۰۱۸ |                         |                         | ۱۰۰ تومان               | نامشخص                  | نگارهٔ ناصرالدین‌شاه      | نماد شیر و خورشید ارزش پول |

## اسکناس‌های رضاشاه پهلوی (۱۳۲۰–۱۳۱۰)

### سری یکم رضاشاه (کلاه کوچک)
از ویژگی‌های بارز اسکناس‌های رضاشاه، اهمیت دادن به خط نستعلیق برای نگارش، بناهای تاریخی و مکان‌های طبیعی ایران است. نخستین سری اسکناس‌های بانک ملی ایران معروف به اسکناس‌های کلاه کوچک رضاشاه در اواخر سال ۱۳۱۰ در چاپخانهٔ شرکت چاپ اسکناس آمریکایی چاپ شد و از ۱ فروردین ۱۳۱۱ به گردش گذاشته شد. امضای کورت لیندن بلات آلمانی به عنوان رئیس کل بانک ملی ایران و علی‌خان علامیر به عنوان مُفتّش دولت در بانک ملی ایران بر روی اسکناس‌های این سری که شامل ارقام ۵، ۱۰، ۲۰، ۵۰، ۱۰۰ و ۵۰۰ ریال است نقش بسته است. این سری توسط شرکت آمریکایی American Bank Note Company به چاپ رسید.
| کد  | سری یکم رضاشاه (کلاه کوچک) | سری یکم رضاشاه (کلاه کوچک) | سری یکم رضاشاه (کلاه کوچک) | سری یکم رضاشاه (کلاه کوچک) | سری یکم رضاشاه (کلاه کوچک)     | سری یکم رضاشاه (کلاه کوچک)            |
| کد  | تصویر                      | تصویر                      | ارزش                       | اندازه (میلی‌متر)           | توضیحات                        | توضیحات                               |
| کد  | رو                         | پشت                        | ارزش                       | اندازه (میلی‌متر)           | رو                             | پشت                                   |
| --- | -------------------------- | -------------------------- | -------------------------- | -------------------------- | ------------------------------ | ------------------------------------- |
| ۰۱۹ |                            |                            | ۵                          | ۶۳×۱۲۲                     | نگارهٔ تمام‌رخ رضاشاه            | نماد شیر و خورشید ارزش پول            |
| ۰۲۰ |                            |                            | ۱۰                         | ۷۰×۱۳۰                     | نگارهٔ تمام‌رخ رضاشاه            | نماد شیر و خورشید نماد فروهر ارزش پول |
| ۰۲۱ |                            |                            | ۲۰                         | ۸۰×۱۴۰                     | نگارهٔ تمام‌رخ رضاشاه            | نماد شیر و خورشید ارزش پول            |
| ۰۲۲ |                            |                            | ۵۰                         | ۸۳×۱۵۷                     | نگارهٔ تمام‌رخ رضاشاه چهل‌ستون    | نماد شیر و خورشید ارزش پول            |
| ۰۲۳ |                            |                            | ۱۰۰                        | نامشخص                     | نگارهٔ تمام‌رخ رضاشاه تخت جمشید  | نماد شیر و خورشید ارزش پول            |
| ۰۲۴ |                            |                            | ۵۰۰                        | ۱۳۰×۱۸۰                    | نگارهٔ تمام‌رخ رضاشاه کوه دماوند | نماد شیر و خورشید ارزش پول            |

### سری دوم و سوم رضاشاه (کلاه بزرگ)
در این سری، به اسکناس‌های پیشین رقم ۱۰۰۰ ریال نیز افزوده شد. نگارهٔ رضاشاه از تمام‌رخ به سه‌رخ دگرگون شد، اما دیگر عناصر طراحی حفظ شدند. در سری دوم، ارقام ۱۰، ۲۰، ۵۰، ۱۰۰، ۵۰۰ و ۱۰۰۰ ریالی با امضای عبدالحسین هژیر و حسین علاء به چاپ رسیدند و در سری سوم ارقام ۵، ۱۰، ۲۰، ۵۰، ۱۰۰ و ۱۰۰۰ ریالی با امضای رضاقلی امیرخسروی و عبدالحسین هژیر به چاپ رسیدند. این سری توسط شرکت American Bank Note Company به چاپ رسید.
| کد  | سری دوم و سوم رضاشاه (کلاه بزرگ) | سری دوم و سوم رضاشاه (کلاه بزرگ) | سری دوم و سوم رضاشاه (کلاه بزرگ) | سری دوم و سوم رضاشاه (کلاه بزرگ) | سری دوم و سوم رضاشاه (کلاه بزرگ) | سری دوم و سوم رضاشاه (کلاه بزرگ)      |
| کد  | تصویر                            | تصویر                            | ارزش                             | اندازه (میلی‌متر)                 | توضیحات                          | توضیحات                               |
| کد  | رو                               | پشت                              | ارزش                             | اندازه (میلی‌متر)                 | رو                               | پشت                                   |
| --- | -------------------------------- | -------------------------------- | -------------------------------- | -------------------------------- | -------------------------------- | ------------------------------------- |
| ۰۳۱ |                                  |                                  | ۵ سری سوم                        | ۶۳×۱۲۲                           | نگارهٔ سه‌رخ رضاشاه                | نماد شیر و خورشید ارزش پول            |
| ۰۳۲ |                                  |                                  | ۱۰ سری سوم                       | ۷۰×۱۳۰                           | نگارهٔ سه‌رخ رضاشاه                | نماد شیر و خورشید نماد فروهر ارزش پول |
| ۰۳۳ |                                  |                                  | ۲۰ سری سوم                       | ۸۰×۱۴۰                           | نگارهٔ سه‌رخ رضاشاه                | نماد شیر و خورشید ارزش پول            |
| ۰۳۴ |                                  |                                  | ۵۰ سری سوم                       | ۸۳×۱۵۷                           | نگارهٔ سه‌رخ رضاشاه چهل ستون       | نماد شیر و خورشید ارزش پول            |
| ۰۲۸ |                                  |                                  | ۱۰۰ سری دوم                      | نامشخص                           | نگارهٔ سه‌رخ رضاشاه تخت جمشید      | نماد شیر و خورشید ارزش پول            |
| ۰۲۹ |                                  |                                  | ۵۰۰ سری دوم                      | ۱۳۰×۱۸۰                          | نگارهٔ سه‌رخ رضاشاه کوه دماوند     | نماد شیر و خورشید ارزش پول            |
| ۰۳۰ |                                  |                                  | ۱۰۰۰ سری دوم                     | نامشخص                           | نگارهٔ سه‌رخ رضاشاه شهریار و شیر   | نماد شیر و خورشید نماد فروهر ارزش پول |

### سری چهارم تا هشتم رضاشاه (بدون کلاه)
اسکناس‌های سری چهارم تا هشتم رضاشاه دارای نیم‌رخ بدون کلاه وی در رو و نگاره‌هایی از اماکن باستانی یا طبیعی ایران در پشت اسکناس هستند. سری چهارم و پنجم رضاشاه به دو زبان فارسی در رو و فرانسوی در پشت، انتشار یافتند؛ درحالی‌که اسکناس‌های سری ششم تا هشتم تماماً به زبان فارسی بوده به‌طوری‌که ارزش اسکناس با عدد بر رو و با حروف بر پشت آن نقش بسته است. همچنین سریال اسکناس‌ها از سری یکم تا ششم به صورت لاتین و در سری هفتم و هشتم به صورت فارسی چاپ شدند. در این سری‌ها، اسکناس‌های ۱۰۰، ۵۰۰ و ۱۰۰۰ به ترتیب با عناوین یک پهلوی، پنج پهلوی و ده پهلوی نیز نام‌گذاری شده‌اند که می‌تواند حاکی از معادل‌سازی آن‌ها با سکه‌های طلای ضرب‌شده در این دوره باشد. بدین ترتیب اسکناس ۱۰۰ ریالی معادل یک عدد سکهٔ طلا با وزن ۸٫۱۳ گرم و درجهٔ خلوص ۰٫۹۰۰ بوده است. سری چهارم تا هشتم رضاشاه همگی توسط شرکت انگلیسی Thomas De La Rue به چاپ رسیدند. اسکناس‌های رضاشاه به غیر از سری یکم تا سری سوم همگی ته‌نقش (Watermark) داشتند یعنی از سری چهارم تا هشتم. ته‌نقش ارقام ۵، ۱۰، ۲۰ و ۵۰ ریال تاج پهلوی بود. اما ته‌نقش ارقام ۱۰۰، ۵۰۰ و ۱۰۰۰ ریال نیم‌رخ رضاشاه بود.
ویژگی‌های سری چهارم:
- شماره سریال لاتین
- نام بانک به فرانسوی و ارزش اسکناس با حروف لاتین در پشت اسکناس
- تاریخ چاپ شده روی اسکناس «فروردین ۱۳۱۵» و «فروردین ۱۳۱۶»
- بدون مُهر یا مُهر شده با تاریخ‌های ۱۳۱۹، ۱۳۲۰ و ۱۳۲۱

ویژگی‌های سری پنجم:
- شماره سریال لاتین
- نام بانک به فرانسوی و ارزش اسکناس با حروف لاتین در پشت اسکناس
- تاریخ چاپ شده روی اسکناس «فروردین ۱۳۱۶»
- مُهر شده با تاریخ ۱۳۱۷٫۰۵٫۱۵

ویژگی‌های سری ششم:
- شماره سریال لاتین
- نام بانک و ارزش اسکناس با حروف فارسی در پشت اسکناس
- تاریخ چاپ شده روی اسکناس «فروردین ۱۳۱۷»
- بدون مُهر

ویژگی‌های سری هفتم:
- شماره سریال فارسی
- نام بانک و ارزش اسکناس با حروف فارسی در پشت اسکناس
- تاریخ چاپ شده روی اسکناس «فروردین ۱۳۱۷»
- بدون مُهر

ویژگی‌های سری هشتم:
- شماره سریال فارسی
- نام بانک و ارزش اسکناس با حروف فارسی در پشت اسکناس
- تاریخ چاپ شده روی اسکناس «فروردین ۱۳۱۷»
- مُهر شده با تاریخ‌های ۱۳۱۹ فریم‌دار، ۱۳۱۹، ۱۳۲۰ و ۱۳۲۱

| کد  | سری چهارم تا هشتم رضاشاه (بدون کلاه) | سری چهارم تا هشتم رضاشاه (بدون کلاه) | سری چهارم تا هشتم رضاشاه (بدون کلاه) | سری چهارم تا هشتم رضاشاه (بدون کلاه) | سری چهارم تا هشتم رضاشاه (بدون کلاه)                  | سری چهارم تا هشتم رضاشاه (بدون کلاه) |
| کد  | تصویر                                | تصویر                                | ارزش                                 | اندازه (میلی‌متر)                     | توضیحات                                               | توضیحات                              |
| کد  | رو                                   | پشت                                  | ارزش                                 | اندازه (میلی‌متر)                     | رو                                                    | پشت                                  |
| --- | ------------------------------------ | ------------------------------------ | ------------------------------------ | ------------------------------------ | ----------------------------------------------------- | ------------------------------------ |
| ۰۵۹ |                                      |                                      | ۵ سری هفتم                           | ۶۳×۱۲۲                               | نگارهٔ رضاشاه                                          | آرامگاه دانیال نبی                   |
| ۰۶۰ |                                      |                                      | ۱۰ سری هفتم                          | ۷۰×۱۳۰                               | نگارهٔ رضاشاه                                          | دامنهٔ کوه‌های البرز                   |
| ۰۴۰ |                                      |                                      | ۲۰ سری چهارم                         | ۸۰×۱۴۰                               | نگارهٔ رضاشاه تخت جمشید                                | سه خط طلایی راه‌آهن سوادکوه           |
| ۰۶۲ |                                      |                                      | ۵۰ سری ششم                           | ۹۰×۱۵۰                               | نگارهٔ رضاشاه کوه دماوند                               | تخت جمشید کاخ تچر                    |
| ۰۵۶ |                                      |                                      | ۱۰۰ سری ششم                          | 9.5×16.5                             | نگارهٔ رضاشاه بنای بانک ملی ایران                      | بندر پهلوی                           |
| ۰۵۷ |                                      |                                      | ۵۰۰ سری ششم                          | ۱۳۰×۱۸۰                              | نگارهٔ رضاشاه شیر و خورشید                             | پاسارگاد                             |
| ۰۵۸ |                                      |                                      | ۱۰۰۰ سری ششم                         | 19.5x11.5                            | نگارهٔ رضاشاه تقابل شهریار و شیر (نشان بانک ملی ایران) | کوه دماوند آمل زادگاه رضاشاه         |

## اسکناس‌های محمدرضا شاه (بانک ملی ایران)

### سری یکم و دوم بانک ملی ایران (۱۳۲۳ و ۱۳۲۵)
اسکناس‌های محمدرضاشاه تنها در این دو سری تک‌زبانه (فارسی) بوده و در سری‌های بعد به دو زبان (فارسی و انگلیسی) انتشار یافته‌اند. سری اول بانک ملی ایران در ارقام ۵، ۱۰، ۲۰ و ۱۰۰ ریال (قهوه‌ای) در سال ۱۳۲۳ و سری دوم با ارقام ۵۰، ۱۰۰ (بنفش)، ۵۰۰ و ۱۰۰۰ ریال در سال ۱۳۲۵ منتشر شدند. سری یکم توسط شرکت انگلیسی Thomas De La Rue و سری دوم توسط شرکت Harrison & Sons به چاپ رسیدند.
| کد  | سری یکم و دوم بانک ملی ایران | سری یکم و دوم بانک ملی ایران | سری یکم و دوم بانک ملی ایران | سری یکم و دوم بانک ملی ایران | سری یکم و دوم بانک ملی ایران                | سری یکم و دوم بانک ملی ایران |
| کد  | تصویر                        | تصویر                        | ارزش                         | اندازه (میلی‌متر)             | توضیحات                                     | توضیحات                      |
| کد  | رو                           | پشت                          | ارزش                         | اندازه (میلی‌متر)             | رو                                          | پشت                          |
| --- | ---------------------------- | ---------------------------- | ---------------------------- | ---------------------------- | ------------------------------------------- | ---------------------------- |
| ۰۹۰ |                              |                              | ۵ سری یکم                    | ۶۳×۱۲۲                       | نگارهٔ محمدرضا شاه پهلوی                     | آرامگاه دانیال نبی           |
| ۰۹۱ |                              |                              | ۱۰ سری یکم                   | ۷۰×۱۳۰                       | نگارهٔ محمدرضا شاه پهلوی                     | دامنهٔ کوه‌های البرز           |
| ۰۹۲ |                              |                              | ۲۰ سری یکم                   | ۸۰×۱۴۰                       | نگارهٔ محمدرضا شاه پهلوی تخت جمشید           | سه خط طلایی راه‌آهن سوادکوه   |
| ۰۹۳ |                              |                              | ۱۰۰ سری یکم                  | نامشخص                       | نگارهٔ محمدرضا شاه پهلوی بنای بانک ملی ایران | بندر پهلوی                   |
| ۰۹۴ |                              |                              | ۵۰ سری دوم                   | ۹۰×۱۵۰                       | نگارهٔ محمدرضا شاه پهلوی                     | پاسارگاد                     |
| ۰۹۵ |                              |                              | ۱۰۰ سری دوم                  | نامشخص                       | نگارهٔ محمدرضا شاه پهلوی                     | پل قدیم دزفول                |
| ۰۹۶ |                              |                              | ۵۰۰ سری دوم                  | ۱۰۰×۱۸۰                      | نگارهٔ محمدرضا شاه پهلوی                     | تخت جمشید کاخ تچر            |
| ۰۹۷ |                              |                              | ۱۰۰۰ سری دوم                 | نامشخص                       | نگارهٔ محمدرضا شاه پهلوی شیر بالدار          | کوه دماوند آمل               |

### سری سوم بانک ملی ایران (۱۳۲۷ تا ۱۳۳۰)
در این سری تنها نام بانک ملی ایران با حروف لاتین در پشت اسکناس درج شده و از تغییر اعداد به نوشتار لاتین اثری نیست. ارقام ۱۰، ۲۰ و ۵۰ ریال در سال ۱۳۲۷ و ارقام ۱۰۰، ۲۰۰، ۵۰۰ و ۱۰۰۰ ریال در سال ۱۳۳۰ منتشر شدند. از این سری، به عنوان زیباترین سری اسکناس‌های محمدرضا شاه یاد می‌شود. این سری توسط شرکت انگلیسی Harrison & Sons به چاپ رسید.
| کد  | سری سوم بانک ملی ایران | سری سوم بانک ملی ایران | سری سوم بانک ملی ایران | سری سوم بانک ملی ایران | سری سوم بانک ملی ایران  | سری سوم بانک ملی ایران                            |
| کد  | تصویر                  | تصویر                  | ارزش                   | اندازه (میلی‌متر)       | توضیحات                 | توضیحات                                           |
| کد  | رو                     | پشت                    | ارزش                   | اندازه (میلی‌متر)       | رو                      | پشت                                               |
| --- | ---------------------- | ---------------------- | ---------------------- | ---------------------- | ----------------------- | ------------------------------------------------- |
| ۰۹۸ |                        |                        | ۱۰                     | ۶۷×۱۳۰                 | نگارهٔ محمدرضا شاه پهلوی | طاق بستان سیمرغ (نماد ساسانیان)                   |
| ۰۹۹ |                        |                        | ۲۰                     | ۶۹×۱۳۶                 | نگارهٔ محمدرضا شاه پهلوی | از نگاره‌های تخت جمشید سنگ‌نگارهٔ شیر گاوشکن (نوروز) |
| ۱۰۰ |                        |                        | ۵۰                     | ۷۱×۱۴۲                 | نگارهٔ محمدرضا شاه پهلوی | از آثار تخت جمشید سنگ‌نگارهٔ پیشکش‌آوران             |
| ۱۰۱ |                        |                        | ۱۰۰                    | ۷۳×۱۴۸                 | نگارهٔ محمدرضا شاه پهلوی | کاخ داریوش بزرگ در تخت جمشید                      |
| ۱۰۲ |                        |                        | ۲۰۰                    | ۷۵×۱۵۴                 | نگارهٔ محمدرضا شاه پهلوی | پل ورسک - راه‌آهن شمال                             |
| ۱۰۳ |                        |                        | ۵۰۰                    | ۷۷×۱۶۰                 | نگارهٔ محمدرضا شاه پهلوی | از آثار کاخ چهل‌ستون نقاشی مینیاتور                |
| ۱۰۴ |                        |                        | ۱۰۰۰                   | ۷۹×۱۶۶                 | نگارهٔ محمدرضا شاه پهلوی | کوه دماوند آمل                                    |

### سری چهارم و پنجم بانک ملی ایران (۱۳۳۰) و (۱۳۳۲)
در این سری علاوه بر درج نام بانک ملی ایران با حروف لاتین، ارزش اسکناس نیز با حروف انگلیسی درج گردیده است؛ اما ابتدا واحد پول و سپس مقدار آن چاپ شده (RIALS 10) که از نظر دستور زبان انگلیسی صحیح نیست. سری ۱۳۳۲ همانند سری ۱۳۳۰ طراحی شد و تفاوت تنها در سال درج شده بر روی اسکناس و امضای رئیس کل و بازرس دولت بود. این سری توسط شرکت انگلیسی Thomas De La Rue به چاپ رسید.
| کد  | سری چهارم و پنجم بانک ملی ایران | سری چهارم و پنجم بانک ملی ایران | سری چهارم و پنجم بانک ملی ایران | سری چهارم و پنجم بانک ملی ایران | سری چهارم و پنجم بانک ملی ایران         | سری چهارم و پنجم بانک ملی ایران            |
| کد  | تصویر                           | تصویر                           | ارزش                            | اندازه (میلی‌متر)                | توضیحات                                 | توضیحات                                    |
| کد  | رو                              | پشت                             | ارزش                            | اندازه (میلی‌متر)                | رو                                      | پشت                                        |
| --- | ------------------------------- | ------------------------------- | ------------------------------- | ------------------------------- | --------------------------------------- | ------------------------------------------ |
| ۱۱۰ |                                 |                                 | ۱۰                              | ۶۷×۱۳۰                          | نگارهٔ محمدرضا شاه پهلوی                 | مهر سلطنتی داریوش بزرگ                     |
| ۱۰۶ |                                 |                                 | ۲۰                              | ۶۹×۱۳۶                          | نگارهٔ محمدرضا شاه پهلوی                 | عالی‌قاپو کاخ شاه عباس بزرگ در اصفهان       |
| ۱۰۷ |                                 |                                 | ۵۰                              | ۷۱×۱۴۲                          | نگارهٔ محمدرضا شاه پهلوی                 | کاخ داریوش بزرگ در تخت جمشید               |
| ۱۰۸ |                                 |                                 | ۱۰۰                             | ۷۳×۱۴۸                          | نگارهٔ محمدرضا شاه پهلوی                 | از آثار تخت جمشید داریوش بر اورنگ شاهنشاهی |
| ۱۰۹ |                                 |                                 | ۲۰۰                             | ۷۵×۱۵۴                          | نگارهٔ محمدرضا شاه پهلوی تخت جمشید در چپ | پل الله‌وردی خان در اصفهان                  |

### سری ششم بانک ملی ایران (۱۳۳۳)
این سری در ارقام ۱۰، ۲۰، ۵۰ و ۱۰۰ ریال منتشر شد که به سری نیمرخ معروف است. این سری توسط شرکت انگلیسی Harrison & Sons به چاپ رسید.
| کد  | سری ششم بانک ملی ایران | سری ششم بانک ملی ایران | سری ششم بانک ملی ایران | سری ششم بانک ملی ایران | سری ششم بانک ملی ایران                     | سری ششم بانک ملی ایران |
| کد  | تصویر                  | تصویر                  | ارزش                   | اندازه (میلی‌متر)       | توضیحات                                    | توضیحات                |
| کد  | رو                     | پشت                    | ارزش                   | اندازه (میلی‌متر)       | رو                                         | پشت                    |
| --- | ---------------------- | ---------------------- | ---------------------- | ---------------------- | ------------------------------------------ | ---------------------- |
| ۱۱۴ |                        |                        | ۱۰                     | ۶۷×۱۳۰                 | نیم‌رخ محمدرضا شاه پهلوی تخت جمشید در چپ    | آرامگاه ابن سینا       |
| ۱۱۵ |                        |                        | ۲۰                     | ۶۹×۱۳۶                 | نیم‌رخ محمدرضا شاه پهلوی شهریار و شیر در چپ | بنای بانک ملی ایران    |
| ۱۱۶ |                        |                        | ۵۰                     | ۷۱×۱۴۲                 | نیم‌رخ محمدرضا شاه پهلوی                    | تونل کوهرنگ و سد آن    |
| ۱۱۷ |                        |                        | ۱۰۰                    | ۷۳×۱۴۸                 | نیم‌رخ محمدرضا شاه پهلوی                    | پالایشگاه آبادان       |

### سری هفتم بانک ملی ایران (۱۳۳۷)
این سری در ارقام ۱۰، ۲۰ و ۲۰۰ ریال به چاپ رسید و آخرین سری منتشر شده توسط بانک ملی ایران به عنوان نهاد صادرکنندهٔ اسکناس در ایران تا سال ۱۳۳۹ است. این سری توسط شرکت انگلیسی Thomas De La Rue به چاپ رسید.
| کد  | سری هفتم بانک ملی ایران | سری هفتم بانک ملی ایران | سری هفتم بانک ملی ایران | سری هفتم بانک ملی ایران | سری هفتم بانک ملی ایران                 | سری هفتم بانک ملی ایران        |
| کد  | تصویر                   | تصویر                   | ارزش                    | اندازه (میلی‌متر)        | توضیحات                                 | توضیحات                        |
| کد  | رو                      | پشت                     | ارزش                    | اندازه (میلی‌متر)        | رو                                      | پشت                            |
| --- | ----------------------- | ----------------------- | ----------------------- | ----------------------- | --------------------------------------- | ------------------------------ |
| ۱۱۸ |                         |                         | ۱۰                      | ۶۷×۱۳۰                  | نگارهٔ محمدرضا شاه پهلوی                 | سد کرج                         |
| ۱۱۹ |                         |                         | ۲۰                      | ۶۹×۱۳۶                  | نگارهٔ محمدرضا شاه پهلوی                 | رامسر مجسمهٔ رضاشاه و هتل رامسر |
| ۱۲۰ |                         |                         | ۲۰۰                     | ۷۵×۱۵۴                  | نگارهٔ محمدرضا شاه پهلوی تخت جمشید در چپ | فرودگاه مهرآباد                |

## اسکناس‌های محمدرضا شاه (بانک مرکزی ایران)

### سری یکم بانک مرکزی ایران (۱۳۴۰)
این سری در ارقام ۱۰ و ۲۰ ریال منتشر شد که از لحاظ طراحی کاملاً شبیه به سری ۱۳۳۷ هستند، اما تاریخ، امضا و عنوان بانک در آن‌ها تغییر کرده است. این سری توسط شرکت انگلیسی Thomas De La Rue به چاپ رسید.
| کد  | سری یکم بانک مرکزی ایران | سری یکم بانک مرکزی ایران | سری یکم بانک مرکزی ایران | سری یکم بانک مرکزی ایران | سری یکم بانک مرکزی ایران | سری یکم بانک مرکزی ایران       |
| کد  | تصویر                    | تصویر                    | ارزش                     | اندازه (میلی‌متر)         | توضیحات                  | توضیحات                        |
| کد  | رو                       | پشت                      | ارزش                     | اندازه (میلی‌متر)         | رو                       | پشت                            |
| --- | ------------------------ | ------------------------ | ------------------------ | ------------------------ | ------------------------ | ------------------------------ |
| ۱۲۱ |                          |                          | ۱۰                       | ۶۷×۱۳۰                   | نگارهٔ محمدرضا شاه پهلوی  | سد کرج                         |
| ۱۲۲ |                          |                          | ۲۰                       | ۶۹×۱۳۶                   | نگارهٔ محمدرضا شاه پهلوی  | رامسر مجسمه رضاشاه و هتل رامسر |

### سری دوم بانک مرکزی ایران (۱۳۴۱)
این سری از اسکناس‌ها در ارقام ۵۰ ریال تاریخ کوچک، ۵۰ ریال تاریخ بزرگ، ۵۰۰ ریال تاریخ بزرگ و ۱۰۰۰ ریال تاریخ کوچک موجود هستند. طرح کلی این اسکناس‌ها تا سری یازدهم بانک مرکزی ایران تقریباً ثابت بوده و تنها پرترهٔ محمدرضا شاه و رنگ زمینهٔ نام بانک تغییر کرده‌اند. نکتهٔ مهم در این سری اسکناس‌ها، توالی شماره سریال آن‌هاست؛ بدین صورت که شماره سریال از سری دوم با پیشوند یک (۱) آغاز شده و تا سری یازدهم (به جز اسکناس‌های یادبودی) ادامه می‌یابد. این سری توسط شرکت انگلیسی Harrison & Sons به چاپ رسید.
| کد  | سری دوم بانک مرکزی ایران | سری دوم بانک مرکزی ایران | سری دوم بانک مرکزی ایران | سری دوم بانک مرکزی ایران | سری دوم بانک مرکزی ایران                                       | سری دوم بانک مرکزی ایران       |
| کد  | تصویر                    | تصویر                    | ارزش                     | اندازه (میلی‌متر)         | توضیحات                                                        | توضیحات                        |
| کد  | رو                       | پشت                      | ارزش                     | اندازه (میلی‌متر)         | رو                                                             | پشت                            |
| --- | ------------------------ | ------------------------ | ------------------------ | ------------------------ | -------------------------------------------------------------- | ------------------------------ |
| ۱۲۳ |                          |                          | ۵۰ تاریخ ریز             | ۷۱×۱۴۲                   | محمدرضا شاه پهلوی با پوشش رسمی نیروی هوایی ارتش شاهنشاهی ایران | تونل کوهرنگ و سد آن            |
| ۱۲۴ |                          |                          | ۵۰ تاریخ درشت            | ۷۱×۱۴۲                   | محمدرضا شاه پهلوی با پوشش رسمی نیروی هوایی ارتش شاهنشاهی ایران | تونل کوهرنگ و سد آن            |
| ۱۲۵ |                          |                          | ۵۰۰ تاریخ درشت           | ۷۷×۱۷۲                   | محمدرضا شاه پهلوی با پوشش رسمی نیروی هوایی ارتش شاهنشاهی ایران | نقش جام مارلیک سه هزار سال پیش |
| ۱۲۶ |                          |                          | ۱٬۰۰۰ تاریخ ریز          | ۷۹×۱۷۸                   | محمدرضا شاه پهلوی با پوشش رسمی نیروی هوایی ارتش شاهنشاهی ایران | آرامگاه حافظ                   |

### سری سوم بانک مرکزی ایران (۴۳–۱۳۴۲)
این سری از اسکناس‌ها در دو رقم ۵۰ ریال تاریخ ۱۳۴۳ بزرگ و ۱۰۰ ریال تاریخ ۱۳۴۲ بزرگ موجود هستند. این سری آخرین اسکناس‌های تاریخ‌دار غیریادبودی در دورهٔ پهلوی به‌شمار می‌روند. این سری توسط شرکت انگلیسی Harrison & Sons به چاپ رسید.
| کد  | سری سوم بانک مرکزی ایران | سری سوم بانک مرکزی ایران | سری سوم بانک مرکزی ایران | سری سوم بانک مرکزی ایران | سری سوم بانک مرکزی ایران                                       | سری سوم بانک مرکزی ایران |
| کد  | تصویر                    | تصویر                    | ارزش                     | اندازه (میلی‌متر)         | توضیحات                                                        | توضیحات                  |
| کد  | رو                       | پشت                      | ارزش                     | اندازه (میلی‌متر)         | رو                                                             | پشت                      |
| --- | ------------------------ | ------------------------ | ------------------------ | ------------------------ | -------------------------------------------------------------- | ------------------------ |
| ۱۲۷ |                          |                          | ۱۰۰ تاریخ ۱۳۴۲           | ۷۳×۱۴۸                   | محمدرضا شاه پهلوی با پوشش رسمی نیروی هوایی ارتش شاهنشاهی ایران | پالایشگاه آبادان         |
| ۱۲۸ |                          |                          | ۵۰ تاریخ ۱۳۴۳            | ۷۱×۱۴۲                   | محمدرضا شاه پهلوی با پوشش رسمی نیروی هوایی ارتش شاهنشاهی ایران | تونل کوهرنگ و سد آن      |

### سری چهارم و پنجم بانک مرکزی ایران (۴۳–۱۳۴۲) و (۴۵–۱۳۴۴)
اسکناس‌های سری چهارم در ارقام ۲۰، ۵۰، ۲۰۰، ۵۰۰ و ۱۰۰۰ ریال و سری پنجم در ارقام ۲۰، ۵۰ و ۱۰۰ ریال چاپ شدند. طرح این دو سری همانند سری دوم و سوم بوده اما بدون تاریخ هستند. این سری توسط شرکت انگلیسی Harrison & Sons به چاپ رسید.
| کد  | سری چهارم و پنجم بانک مرکزی ایران | سری چهارم و پنجم بانک مرکزی ایران | سری چهارم و پنجم بانک مرکزی ایران | سری چهارم و پنجم بانک مرکزی ایران | سری چهارم و پنجم بانک مرکزی ایران                              | سری چهارم و پنجم بانک مرکزی ایران |
| کد  | تصویر                             | تصویر                             | ارزش                              | اندازه (میلی‌متر)                  | توضیحات                                                        | توضیحات                           |
| کد  | رو                                | پشت                               | ارزش                              | اندازه (میلی‌متر)                  | رو                                                             | پشت                               |
| --- | --------------------------------- | --------------------------------- | --------------------------------- | --------------------------------- | -------------------------------------------------------------- | --------------------------------- |
| ۱۳۴ |                                   |                                   | ۲۰                                | ۶۹×۱۳۶                            | محمدرضا شاه پهلوی با پوشش رسمی نیروی هوایی ارتش شاهنشاهی ایران | شکارگاه - نقاشی مینیاتور          |
| ۱۳۵ |                                   |                                   | ۵۰                                | ۷۱×۱۴۲                            | محمدرضا شاه پهلوی با پوشش رسمی نیروی هوایی ارتش شاهنشاهی ایران | تونل کوهرنگ و سد آن               |
| ۱۳۶ |                                   |                                   | ۱۰۰                               | ۷۳×۱۴۸                            | محمدرضا شاه پهلوی با پوشش رسمی نیروی هوایی ارتش شاهنشاهی ایران | پالایشگاه آبادان                  |
| ۱۳۱ |                                   |                                   | ۲۰۰                               | ۷۵×۱۵۴                            | محمدرضا شاه پهلوی با پوشش رسمی نیروی هوایی ارتش شاهنشاهی ایران | پل ورسک - راه‌آهن شمال             |
| ۱۳۲ |                                   |                                   | ۵۰۰                               | ۷۷×۱۶۰                            | محمدرضا شاه پهلوی با پوشش رسمی نیروی هوایی ارتش شاهنشاهی ایران | نقش جام مارلیک سه هزار سال پیش    |
| ۱۳۳ |                                   |                                   | ۱۰۰۰                              | ۷۹×۱۶۶                            | محمدرضا شاه پهلوی با پوشش رسمی نیروی هوایی ارتش شاهنشاهی ایران | آرامگاه حافظ                      |

### سری ششم و هفتم بانک مرکزی ایران (۴۷–۱۳۴۵) و (۴۹–۱۳۴۷)
تنها تغییر این سری نسبت به سری‌های پیشین، پرترهٔ محمدرضا شاه است. وی یونیفرم نظامی بر تن دارد و کمی مسن‌تر شده است. این سری در ارقام ۲۰، ۵۰، ۱۰۰، ۲۰۰، ۵۰۰ و ۱۰۰۰ ریال چاپ شد. برای اولین بار رقم ۵۰۰۰ ریال نیز در این سری طراحی شد که به دلیل کیفیت چاپ پایین و پخش رنگ، به سرعت از چرخه حذف شد. اسکناس ۵۰۰۰ ریال سری ششم با امضای جمشید آموزگار و مهدی سمیعی در پاکستان به چاپ رسیده بود. این سری توسط شرکت انگلیسی Harrison & Sons به چاپ رسید. البته اسکناس‌های ۵۰ ریالی، ۱۰۰ ریالی و ۲۰۰ ریالی فقط در سری هفتم با امضای خداداد فرمانفرمائیان و جمشید آموزگار به چاپ رسید.
| کد  | سری ششم بانک مرکزی ایران | سری ششم بانک مرکزی ایران | سری ششم بانک مرکزی ایران | سری ششم بانک مرکزی ایران | سری ششم بانک مرکزی ایران                                             | سری ششم بانک مرکزی ایران       |
| کد  | تصویر                    | تصویر                    | ارزش                     | اندازه (میلی‌متر)         | توضیحات                                                              | توضیحات                        |
| کد  | رو                       | پشت                      | ارزش                     | اندازه (میلی‌متر)         | رو                                                                   | پشت                            |
| --- | ------------------------ | ------------------------ | ------------------------ | ------------------------ | -------------------------------------------------------------------- | ------------------------------ |
| ۱۳۷ |                          |                          | ۲۰                       | ۶۹×۱۳۶                   | محمدرضا شاه پهلوی با پوشش رسمی بزرگ ارتشتاران نام بانک در زمینه تیره | شکارگاه - نقاشی مینیاتور       |
| ۱۳۸ |                          |                          | ۵۰                       | ۷۱×۱۴۲                   | محمدرضا شاه پهلوی با پوشش رسمی بزرگ ارتشتاران نام بانک در زمینه تیره | تونل کوهرنگ و سد آن            |
| ۱۳۹ |                          |                          | ۱۰۰                      | ۷۳×۱۴۸                   | محمدرضا شاه پهلوی با پوشش رسمی بزرگ ارتشتاران نام بانک در زمینه تیره | پالایشگاه آبادان               |
| ۱۴۰ |                          |                          | ۲۰۰                      | ۷۵×۱۵۴                   | محمدرضا شاه پهلوی با پوشش رسمی بزرگ ارتشتاران نام بانک در زمینه تیره | پل ورسک - راه‌آهن شمال          |
| ۱۴۱ |                          |                          | ۵۰۰                      | ۷۷×۱۶۰                   | محمدرضا شاه پهلوی با پوشش رسمی بزرگ ارتشتاران نام بانک در زمینه تیره | نقش جام مارلیک سه هزار سال پیش |
| ۱۴۲ |                          |                          | ۱۰۰۰                     | ۷۹×۱۶۶                   | محمدرضا شاه پهلوی با پوشش رسمی بزرگ ارتشتاران نام بانک در زمینه تیره | آرامگاه حافظ                   |

### سری هشتم تا یازدهم بانک مرکزی ایران (۵۲–۱۳۴۷)
اسکناس‌های این سری در ارقام ۵۰، ۱۰۰، ۲۰۰، ۵۰۰، ۱۰۰۰، ۵۰۰۰ و ۱۰٫۰۰۰ ریال چاپ شدند که اسکناس ۵۰۰۰ ریال و ۱۰٫۰۰۰ ریالی به عنوان درشت‌ترین ارقام اسکناس ایران تا آن روز به‌شمار می‌رفتند. طراحی این سری همانند سری پیشین بود؛ با این تفاوت که نام بانک مرکزی ایران با رنگ مشکی، حاشیهٔ سفید و زمینهٔ روشن طراحی شده بود. در سری قبل، نام بانک مرکزی ایران با رنگ قرمز و زمینهٔ تیره طراحی شده بود. در سری هشتم و در دورهٔ دوم ریاست مهدی سمیعی، نام بانک مرکزی ایران همچنان با رنگ قرمز و زمینهٔ تیره در اسکناس ۵۰ ریالی به چاپ می‌رسید. در سال ۱۳۵۰، دو اسکناس با ارقام ۵۰ و ۱۰۰ ریال به یادبود جشن‌های ۲۵۰۰ سالهٔ شاهنشاهی ایران به چاپ رسیدند که در طبقه‌بندی سری دهم و یازدهم جای می‌گیرند. طراحی پشت اسکناس‌های یادبودی شامل اصول انقلاب سفید بود. اسکناس‌های این سری به جز سری اسکناس‌های یادبودی (چاپ شرکت De La Rue)، توسط شرکت انگلیسی Harrison & Sons به چاپ رسید، در سری هشتم اسکناس‌های ۱۰۰ ریالی، ۲۰۰ ریالی، ۵۰۰ ریالی، ۱۰۰۰ ریالی و ۵۰۰۰ ریالی فقط با امضای خداداد فرمانفرمائیان و جمشید آموزگار به چاپ رسید.
| کد  | سری دهم و یازدهم بانک مرکزی ایران | سری دهم و یازدهم بانک مرکزی ایران | سری دهم و یازدهم بانک مرکزی ایران | سری دهم و یازدهم بانک مرکزی ایران | سری دهم و یازدهم بانک مرکزی ایران                                    | سری دهم و یازدهم بانک مرکزی ایران                           |
| کد  | تصویر                             | تصویر                             | ارزش                              | اندازه (میلی‌متر)                  | توضیحات                                                              | توضیحات                                                     |
| کد  | رو                                | پشت                               | ارزش                              | اندازه (میلی‌متر)                  | رو                                                                   | پشت                                                         |
| --- | --------------------------------- | --------------------------------- | --------------------------------- | --------------------------------- | -------------------------------------------------------------------- | ----------------------------------------------------------- |
| ۱۵۷ |                                   |                                   | ۵۰ یادبودی                        | ۷۱×۱۴۲                            | محمدرضا شاه پهلوی با پوشش رسمی بزرگ ارتشتاران نگارهٔ بزرگ و شانهٔ پهن  | اصول انقلاب سفید اصلاحات ارضی                               |
| ۱۵۸ |                                   |                                   | ۱۰۰ یادبودی                       | ۷۳×۱۴۸                            | محمدرضا شاه پهلوی با پوشش رسمی بزرگ ارتشتاران نگارهٔ بزرگ و شانهٔ پهن  | اصول انقلاب سفید سپاه دانش سپاه ترویج و آبادانی سپاه بهداشت |
| ۱۶۰ |                                   |                                   | ۵۰                                | ۷۱×۱۴۲                            | محمدرضا شاه پهلوی با پوشش رسمی بزرگ ارتشتاران نام بانک در زمینهٔ روشن | تونل کوهرنگ و سد آن                                         |
| ۱۶۱ |                                   |                                   | ۱۰۰                               | ۷۳×۱۴۸                            | محمدرضا شاه پهلوی با پوشش رسمی بزرگ ارتشتاران نام بانک در زمینهٔ روشن | پالایشگاه آبادان                                            |
| ۱۶۲ |                                   |                                   | ۲۰۰                               | ۷۵×۱۵۴                            | محمدرضا شاه پهلوی با پوشش رسمی بزرگ ارتشتاران نام بانک در زمینه روشن | پل ورسک - راه‌آهن شمال                                       |
| ۱۶۳ |                                   |                                   | ۵۰۰                               | ۷۷×۱۶۰                            | محمدرضا شاه پهلوی با پوشش رسمی بزرگ ارتشتاران نام بانک در زمینه روشن | نقش جام مارلیک سه هزار سال پیش                              |
| ۱۶۴ |                                   |                                   | ۱۰۰۰                              | ۷۹×۱۶۶                            | محمدرضا شاه پهلوی با پوشش رسمی بزرگ ارتشتاران نام بانک در زمینه روشن | آرامگاه حافظ                                                |
| ۱۶۵ |                                   |                                   | ۵۰۰۰                              | ۷۹×۱۷۲                            | محمدرضا شاه پهلوی با پوشش رسمی بزرگ ارتشتاران نام بانک در زمینهٔ روشن | منظرهٔ کاخ گلستان اثر کمال‌الملک                              |
| ۱۶۶ |                                   |                                   | ۱۰٫۰۰۰                            | ۸۱×۱۷۸                            | محمدرضا شاه پهلوی با پوشش رسمی بزرگ ارتشتاران نام بانک در زمینهٔ روشن | مجلس شورای ملی                                              |

### سری دوازدهم تا پانزدهم بانک مرکزی ایران (۵۷–۱۳۵۳)
اسکناس‌های این چند سری، آخرین طراحی اسکناس‌های دورهٔ محمدرضا پهلوی هستند. در سری سیزدهم، یک نمونه اسکناس ۱۰۰ ریالی به یادبود پنجاهمین سال شاهنشاهی پهلوی منتشر شد که به اسکناس دو تصویر مشهور است. همهٔ اسکناس‌های این سری توسط شرکت انگلیسی Thomas De La Rue به چاپ رسید.
| کد  | سری دوازدهم و سیزدهم بانک مرکزی ایران | سری دوازدهم و سیزدهم بانک مرکزی ایران | سری دوازدهم و سیزدهم بانک مرکزی ایران | سری دوازدهم و سیزدهم بانک مرکزی ایران | سری دوازدهم و سیزدهم بانک مرکزی ایران                                | سری دوازدهم و سیزدهم بانک مرکزی ایران         |
| کد  | تصویر                                 | تصویر                                 | ارزش                                  | اندازه (میلی‌متر)                      | توضیحات                                                              | توضیحات                                       |
| کد  | رو                                    | پشت                                   | ارزش                                  | اندازه (میلی‌متر)                      | رو                                                                   | پشت                                           |
| --- | ------------------------------------- | ------------------------------------- | ------------------------------------- | ------------------------------------- | -------------------------------------------------------------------- | --------------------------------------------- |
| ۱۷۵ |                                       |                                       | ۲۰ فشرده                              | ۶۷×۱۳۰                                | محمدرضا شاه پهلوی با پوشش رسمی بزرگ ارتشتاران نگاره بزرگ و شانه پهن  | سد امیرکبیر                                   |
| ۱۷۶ |                                       |                                       | ۲۰ باز                                | ۶۷×۱۳۰                                | محمدرضا شاه پهلوی با پوشش رسمی بزرگ ارتشتاران نگاره بزرگ و شانه پهن  | سد امیرکبیر                                   |
| ۱۷۷ |                                       |                                       | ۵۰                                    | ۶۹×۱۳۶                                | محمدرضا شاه پهلوی با پوشش رسمی بزرگ ارتشتاران نگاره بزرگ و شانه پهن  | پاسارگاد                                      |
| ۱۷۸ |                                       |                                       | ۱۰۰                                   | ۷۱×۱۴۲                                | محمدرضا شاه پهلوی با پوشش رسمی بزرگ ارتشتاران نگاره بزرگ و شانه پهن  | موزه پهلوی                                    |
| ۱۷۹ |                                       |                                       | ۲۰۰                                   | ۷۳×۱۴۸                                | محمدرضا شاه پهلوی با پوشش رسمی بزرگ ارتشتاران نگاره بزرگ و شانه پهن  | برج شهیاد در میدان شهیاد با نوشته میدان شهیاد |
| ۱۸۰ |                                       |                                       | ۵۰۰                                   | ۷۵×۱۵۴                                | محمدرضا شاه پهلوی با پوشش رسمی بزرگ ارتشتاران) نگاره بزرگ و شانه پهن | نقش جام مارلیک سه هزار سال پیش                |
| ۱۸۱ |                                       |                                       | ۱۰۰۰                                  | ۷۷×۱۶۰                                | محمدرضا شاه پهلوی با پوشش رسمی بزرگ ارتشتاران نگاره بزرگ و شانه پهن  | آرامگاه حافظ                                  |
| ۱۸۲ |                                       |                                       | ۵۰۰۰                                  | ۷۹×۱۶۶                                | محمدرضا شاه پهلوی با پوشش رسمی بزرگ ارتشتاران نگاره بزرگ و شانه پهن  | منظره کاخ گلستان                              |
| ۱۸۳ |                                       |                                       | ۱۰٫۰۰۰                                | ۸۱×۱۷۲                                | محمدرضا شاه پهلوی با پوشش رسمی بزرگ ارتشتاران نگاره بزرگ و شانه پهن  | مجلس شورای ملی                                |
| ۱۸۴ |                                       |                                       | ۱۰۰ یادبودی                           | ۷۱×۱۴۲                                | نگاره دو رخ رضا شاه و محمدرضا شاه پهلوی                              | نشانواره پنجاهمین سال شاهنشاهی پهلوی          |

## اسکناس‌های جمهوری اسلامی

### اسکناس‌های سورشارژی (۱۳۵۸–۱۳۵۹)
مُهر زدن بر روی اسکناس یا تمبر را سورشارژ می‌نامند. سورشارژها رنگ‌های مختلفی مانند سیاه، قهوه‌ای یا سبز دارند که هریک از رنگ‌ها ارزش خاص خود را دارد. البته بی‌دقتی‌های زیادی هم در هنگام زدن مهر سورشارژ روی اسکناس‌ها ایجاد شده است که خود این اشتباهات به نوعی ارورهای سورشارژ محسوب شده و گاه موجب قیمتی شدن یک اسکناس شده است. در این اسکناس‌ها، عکس زمینه در زیر مُهر «شیر و خورشید» یا عنوان «جمهوری اسلامی ایران» محو و روی تصویر محمدرضا پهلوی شمایل دیگری نقش بسته است. این پول‌ها متعلق به آغاز حکومت جمهوری اسلامی ایران است.

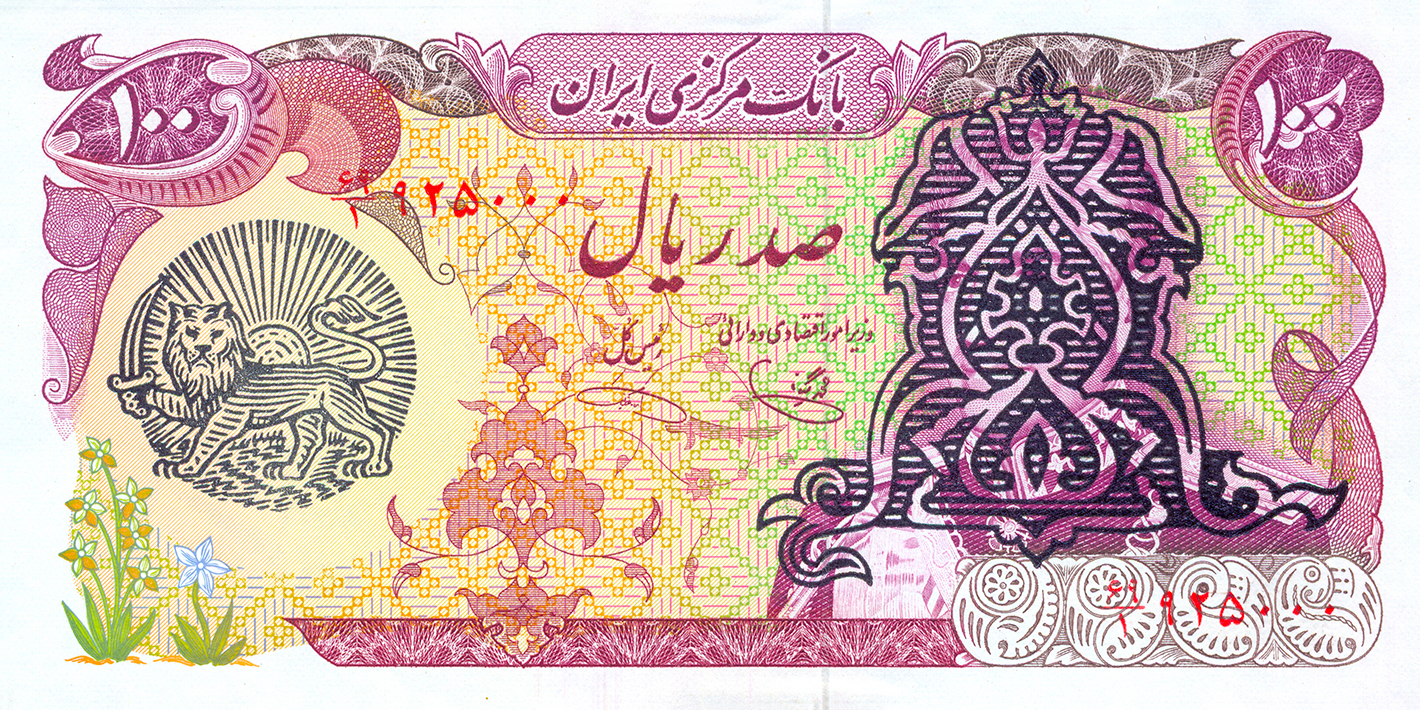
نمونه اسکناس سورشارژ دو مهر

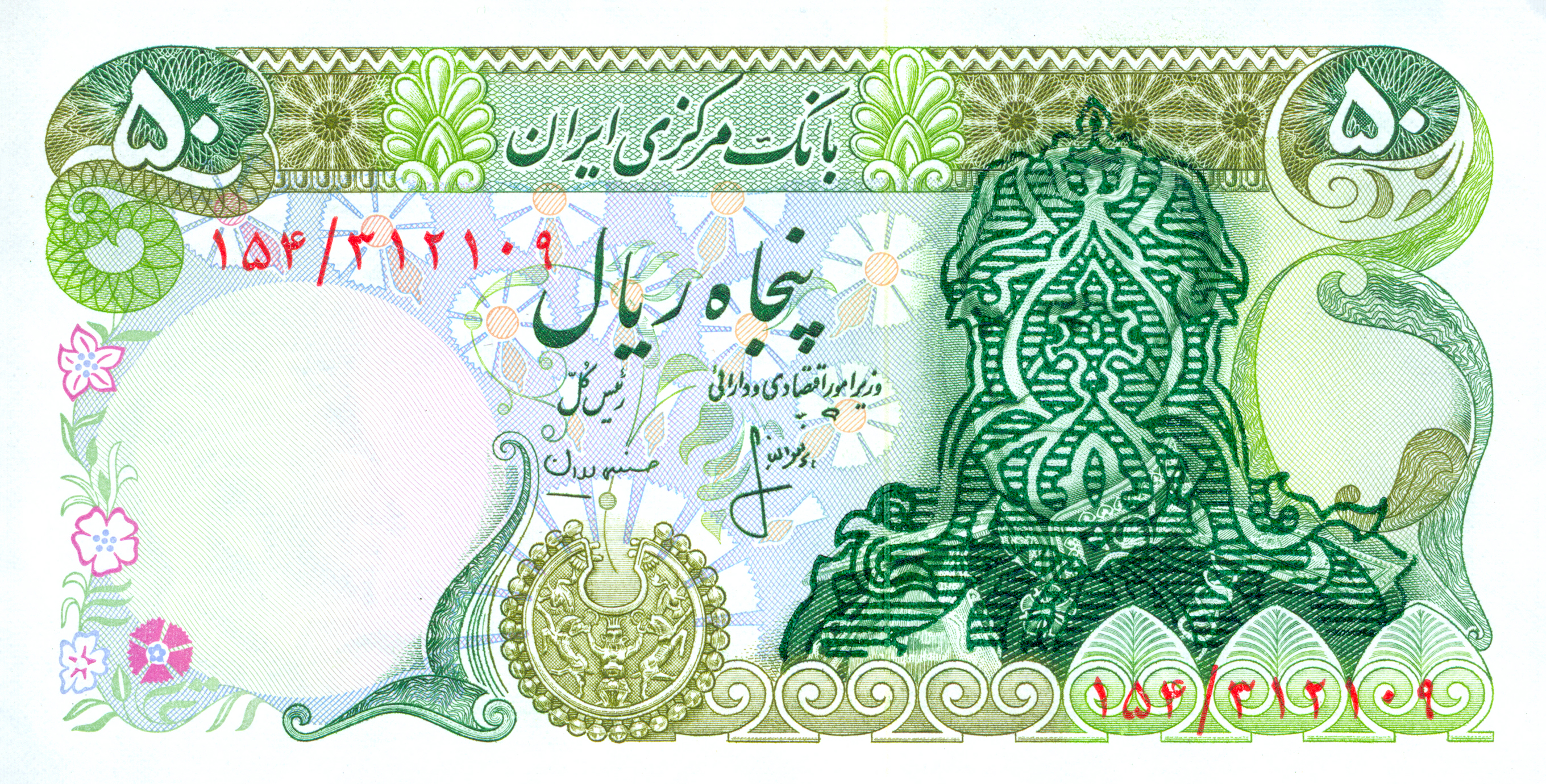
نمونه اسکناس سورشارژ تک مهر

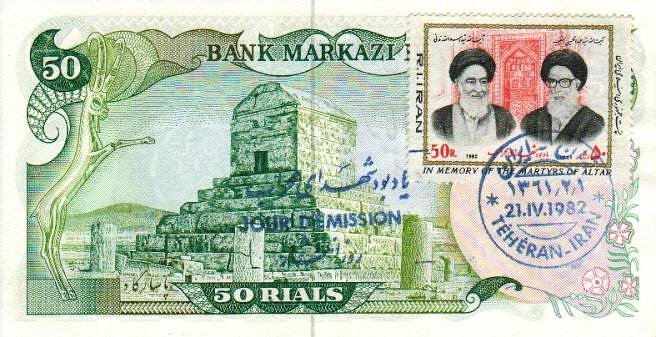
اسکناس دارای تمیربا تصویر سید علی‌محمد دستغیب و میر اسدالله مدنی

### سری بارگاهی (۱۳۶۰–۱۳۶۲)
در این سری نیز نگاره‌ای از بارگاه علی بن موسی جایگزین تصویر محمدرضاشاه پهلوی شده و سایر عناصر و تزئینات (به غیر از تصویر پشت اسکناس‌های ۱۰۰، ۲۰۰ و ۵۰۰۰ ریالی) همانند آخرین سری اسکناس‌های پهلوی است و حتی رنگ آرامگاه برگرفته از رنگ نگارهٔ سه‌رخ محمدرضا پهلوی است. تصویر زمینه نیز در رو و پشت اسکناس به ترتیب توسط عنوان «جمهوری اسلامی ایران» و نگاره‌ای مدور شامل ۸ مُشت، ۱۵ ستاره با دنبالهٔ بلند مرکزگریز و ۷ ستاره با دنباله کوتاه مرکزگریز (نشان سابق جمهوری اسلامی) به مرکزیت عنوان «جمهوری اسلامی ایران» جایگزین شده است. همه اسکناس‌های این سری همانند آخرین سری اسکناس‌های پهلوی، توسط شرکت انگلیسی Thomas De La Rue به چاپ رسید. شماره سریال‌های ثبت شده روی این سری اسکناس‌ها، ادامهٔ شماره‌گذاری سری آخر پهلوی دوم است.
- شروع پیش‌شماره سریال اسکناس ۱۰۰ ریالی بارگاهی از کسر ۲/۱۶
- شروع پیش‌شماره سریال اسکناس ۲۰۰ ریالی بارگاهی از کسر ۱/۴۱ (با طرح بنای آزادی در پشت) و کسر ۱/۶۶ (با طرح آرامگاه پورسینا در پشت)
- شروع پیش‌شماره سریال اسکناس ۵۰۰ ریالی بارگاهی از کسر ۲/۲ (با مهر سورشارژ ایرانی) و کسر ۲/۲۱ (با مهر سورشارژ چاپخانه)
- شروع پیش‌شماره سریال اسکناس ۱۰۰۰ ریالی بارگاهی از کسر ۲/۲ (با مهر سورشارژ ایرانی) و کسر ۲/۱۸ (با مهر سورشارژ چاپخانه)
- شروع پیش‌شماره سریال اسکناس ۵۰۰۰ ریالی بارگاهی از کسر ۱/۲۱
- شروع پیش‌شماره سریال اسکناس ۱۰٫۰۰۰ ریالی بارگاهی از کسر ۱/۱۱ (با مهر سورشارژ ایرانی) و کسر ۱/۳۴ (با مهر سورشارژ چاپخانه)

| ۱۳۶۲–۱۳۶۰ | ۱۳۶۲–۱۳۶۰ | ۱۳۶۲–۱۳۶۰ | ۱۳۶۲–۱۳۶۰        | ۱۳۶۲–۱۳۶۰                | ۱۳۶۲–۱۳۶۰                      | امضاها                             |
| تصویر     | تصویر     | ارزش      | اندازه (میلی‌متر) | توضیحات                  | توضیحات                        | امضاها                             |
| رو        | پشت       | ارزش      | اندازه (میلی‌متر) | رو                       | پشت                            | امضاها                             |
| --------- | --------- | --------- | ---------------- | ------------------------ | ------------------------------ | ---------------------------------- |
|           |           | ۱۰۰       | ۷۱×۱۴۲           | آرامگاه علی بن موسی‌الرضا | مدرسه چهارباغ                  | (بنی صدر و نوبری) (نمازی و نوربخش) |
|           |           | ۲۰۰       | ۷۳×۱۴۸           | آرامگاه علی بن موسی‌الرضا | بنای آزادی                     | (اردلان و مولوی)                   |
|           |           | ۲۰۰       | ۷۳×۱۴۸           | آرامگاه علی بن موسی‌الرضا | آرامگاه ابن سینا               | (اردلان و مولوی)                   |
|           |           | ۵۰۰       | ۷۵×۱۵۴           | آرامگاه علی بن موسی‌الرضا | نقش جام مارلیک سه هزار سال پیش | (اردلان و مولوی)                   |
|           |           | ۱٬۰۰۰     | ۷۷×۱۶۰           | آرامگاه علی بن موسی‌الرضا | آرامگاه حافظ                   | (اردلان و مولوی)                   |
|           |           | ۵٬۰۰۰     | ۷۹×۱۶۶           | آرامگاه علی بن موسی‌الرضا | پالایشگاه تهران                | (اردلان و مولوی)                   |
|           |           | ۱۰٬۰۰۰    | ۸۱×۱۷۲           | آرامگاه علی بن موسی‌الرضا | مجلس شورای ملی                 | (اردلان و مولوی)                   |

### سری انقلابی (۱۳۷۱–۱۳۶۰)
سری اسکناس‌های انقلابی از سال ۱۳۶۰ شروع به چاپ شد و در سال ۱۳۷۱ دیگر چاپ نشد. مقدار این اسکناس‌ها ۱۰۰ ریالی، ۲۰۰ ریالی، ۵۰۰ ریالی، ۱٬۰۰۰ ریالی، ۲٬۰۰۰ ریالی، ۵٬۰۰۰ ریالی، و ۱۰٬۰۰۰ ریالی می‌باشد. نخستین اسکناس ۲۰۰۰ ریالی ایران در این سری دیده می‌شود. همچنین برای نخستین بار بود که تصاویر مکان‌هایی از سایر کشورها (کعبه و قبةالصخره) بر روی اسکناس‌های ایران نقش بست و عنوان «بانک مرکزی ایران» به «بانک مرکزی جُمهوری اسلامی ایران» تغییر کرد.
در پشت اسکناس ۱٬۰۰۰ ریالی از این سری با اینکه تصویر «قبةالصخره» چاپ شده بود، اما به اشتباه در زیر آن عبارت «مسجدالاقصی» درج شده بود که در چاپ سری سید روح‌الله خمینی، این عبارت حذف شد.
| سری اسکناس‌های انقلابی | سری اسکناس‌های انقلابی | سری اسکناس‌های انقلابی | سری اسکناس‌های انقلابی | سری اسکناس‌های انقلابی | سری اسکناس‌های انقلابی    | تاریخ انتشار | امضاها |
| تصویر                 | تصویر                 | ارزش                  | اندازه (میلی‌متر)      | توضیحات               | توضیحات                  | تاریخ انتشار | امضاها |
| رو                    | پشت                   | ارزش                  | اندازه (میلی‌متر)      | رو                    | پشت                      | تاریخ انتشار | امضاها |
| --------------------- | --------------------- | --------------------- | --------------------- | --------------------- | ------------------------ | ------------ | --- |
|                       |                       | ۱۰۰                   | ۶۷×۱۳۰                | حسن مدرس              | مجلس شورای اسلامی        | ۱۳۶۴٫۰۹٫۱۰   | (ایروانی و نوربخش ف الله) (ایروانی و قاسمی ف الله) (نوربخش و عادلی ف الله) (محمدخان و عادلی ف الله) (نمازی و نوربخش ف الله) (نمازی و نوربخش ف امام) (حسینی و شیبانی ف الله) (حسینی و شیبانی ف امام) |
|                       |                       | ۲۰۰                   | ۶۹×۱۳۶                | مسجد جامع یزد         | جهاد سازندگی             | ۱۳۶۱٫۰۶٫۰۸   | (ایروانی و قاسمی ف الله) (نمازی و نوربخش ف الله) (نمازی و نوربخش ف امام) (حسینی و شیبانی ف امام) |
|                       |                       | ۵۰۰                   | ۷۱×۱۴۲                | نماز جمعه             | سردر دانشگاه تهران       | ۱۳۶۷/۱۲/۲۴   | (ایروانی و نوربخش ف الله) (ایروانی و قاسمی ف الله) (ایروانی و قاسمی ف فهمیده) (نوربخش و قاسمی ف فهمیده) (نوربخش و عادلی ف الله) (نوربخش و عادلی ف فهمیده) (محمدخان و نوربخش ف الله) (محمدخان و نوربخش ف فهمیده) (نمازی و نوربخش ف الله) (نمازی و نوربخش ف فهمیده) (نمازی و نوربخش ف امام) (مظاهری و شیبانی ف امام) (حسینی و شیبانی ف امام) (دانش جعفری و شیبانی ف امام) |
|                       |                       | ۱٬۰۰۰                 | ۷۳×۱۴۸                | مدرسه فیضیه           | قبةالصخره                | ۱۳۶۱٫۰۶٫۰۸   | (ایروانی و نوربخش ف الله) (ایروانی و قاسمی ف الله) (ایروانی و قاسمی ف فهمیده) (نوربخش و عادلی ف الله) (نوربخش و عادلی ف فهمیده) (محمدخان و عادلی ف فهمیده) (محمدخان و نوربخش ف فهمیده) (نمازی و نوربخش ف الله) (نمازی و نوربخش ف فهمیده) |
|                       |                       | ۲٬۰۰۰                 | ۷۴×۱۵۱                | آزادسازی خرمشهر       | کعبه                     | ۱۳۶۵٫۰۵٫۱۴   | (ایروانی و نوربخش ف الله) (ایروانی و نوربخش ف فهمیده) (ایروانی و قاسمی ف الله) (ایروانی و قاسمی ف فهمیده) (نوربخش و قاسمی ف فهمیده) (نوربخش و عادلی ف الله) (نوربخش و عادلی ف فهمیده) (محمدخان و عادلی ف فهمیده) (محمدخان و نوربخش ف فهمیده) (نمازی و نوربخش ف الله) (نمازی و نوربخش ف فهمیده) (نمازی و نوربخش ف امام)                                                  |
|                       |                       | ۵٬۰۰۰                 | ۷۵×۱۵۴                | راهپیمایان            | بارگاه حضرت معصومه       | ۱۳۶۱٫۰۶٫۰۸   | (بنی صدر و نوبری) (نمازی و نوربخش) (ایروانی و نوربخش) |
|                       |                       | ۱۰٬۰۰۰                | ۷۷×۱۶۰                | راهپیمایان            | بارگاه علی بن موسی الرضا | ۱۳۶۱٫۰۶٫۰۸   | (بنی صدر و نوبری) (نمازی و نوربخش) (ایروانی و نوربخش) |

### سری سید روح‌الله خمینی (۱۳۹۸–۱۳۷۱)
سری اسکناس‌های سید روح‌الله خمینی اسکناس‌هایی است که پس از درگذشت وی چاپ شد. یک سال بعد از انقلاب اسلامی که اسکناس‌های تازه قرار بود چاپ شود، سید روح‌الله خمینی در اطلاعیه‌ای خواسته بود که از چاپ تصویرش بر روی اسکناس‌ها خودداری شود؛ برای همین تا روزی که زنده بود تصویر او روی اسکناس‌ها چاپ نشد؛ ولی سه سال بعد از درگذشت او، تصویر وی را به تدریج روی اسکناس‌ها جایگزین کردند.
در تمام این اسکناس‌ها نگارهٔ سید روح‌الله خمینی در سمت راست روی پول‌ها چاپ شده است. از شروع چاپ این اسکناس‌ها تاکنون قالب اصلی آن‌ها تغییری نکرده ولی در پشت آن‌ها بعضی تغییرات رخ داده مانند ۵٬۰۰۰ ریالی که پشت آن‌ها برای بار نخست گل و پرنده چاپ گردید، پس از آن ماهوارهٔ امید و سپس سفالینهٔ یافت‌شده در زابل چاپ شد. همچنین ۲۰٬۰۰۰ ریالی و ۵۰٬۰۰۰ ریالی نیز دست‌خوش این تغییرات بوده‌اند.
| سری اسکناس‌های سید روح‌الله خمینی | سری اسکناس‌های سید روح‌الله خمینی | سری اسکناس‌های سید روح‌الله خمینی | سری اسکناس‌های سید روح‌الله خمینی | سری اسکناس‌های سید روح‌الله خمینی | سری اسکناس‌های سید روح‌الله خمینی                       | تاریخ انتشار | امضاها |
| تصویر                           | تصویر                           | ارزش                            | اندازه (میلی‌متر)                | توضیحات                         | توضیحات                                               | تاریخ انتشار | امضاها |
| رو                              | پشت                             | ارزش                            | اندازه (میلی‌متر)                | رو                              | پشت                                                   | تاریخ انتشار | امضاها |
| ------------------------------- | ------------------------------- | ------------------------------- | ------------------------------- | ------------------------------- | ----------------------------------------------------- | ------------ | --- |
|                                 |                                 | ۱٬۰۰۰                           | ۷۳×۱۴۸                          | سید روح‌الله خمینی               | قبةالصخره                                             | ۱۳۷۱٫۰۸٫۰۲   | (نوربخش و عادلی) (محمدخان و نوربخش) (نمازی و نوربخش) (حسینی و شیبانی) (دانش جعفری و شیبانی) (دانش جعفری و مظاهری) (حسینی و مظاهری)                                     |
|                                 |                                 | ۲٬۰۰۰                           | ۷۴×۱۵۱                          | سید روح‌الله خمینی               | کعبه                                                  | ۱۳۸۴٫۰۸٫۱۲   | (دانش جعفری و شیبانی) (دانش جعفری و مظاهری) (حسینی و مظاهری) (حسینی و بهمنی)                                                                                           |
|                                 |                                 | ۵٬۰۰۰                           | ۷۵×۱۵۴                          | سید روح‌الله خمینی               | گل و مرغ                                              | ۱۳۷۲٫۰۷٫۱۳   | (نوربخش و عادلی) (محمدخان و نوربخش) (نمازی و نوربخش) (مظاهری و نوربخش) (مظاهری و شیبانی) (دانش جعفری و شیبانی)                                                         |
|                                 |                                 | ۵٬۰۰۰                           | ۷۵×۱۵۴                          | سید روح‌الله خمینی               | ماهواره امید                                          | ۱۳۸۸٫۰۵٫۱۲   | ( حسینی و بهمنی ) |
|                                 |                                 | ۵٬۰۰۰                           | ۷۵×۱۵۴                          | سید روح‌الله خمینی               | ظروف سفالی قرن هشتم هجری                              | ۱۳۹۲٫۰۳٫۲۷   | (حسینی و بهمنی) (طیب نیا و سیف) (کرباسیان و سیف) |
|                                 |                                 | ۱۰٬۰۰۰                          | ۷۷×۱۶۰                          | سید روح‌الله خمینی               | کوه دماوند آمل                                        | ۱۳۷۱٫۰۸٫۰۲   | (نوربخش و عادلی) (محمدخان و عادلی) (محمدخان و نوربخش) (نمازی و نوربخش) (مظاهری و نوربخش) (مظاهری و شیبانی) (دانش جعفری و شیبانی) (دانش جعفری و مظاهری) (طیب نیا و سیف) |
|                                 |                                 | ۱۰٬۰۰۰                          | ۷۱×۱۴۲                          | سید روح‌الله خمینی               | آرامگاه حافظ                                          | ۱۳۹۶٫۰۳٫۲۲   | (طیب نیا و سیف) (کرباسیان و سیف) (دژپسند و همتی) |
|                                 |                                 | ۲۰٬۰۰۰                          | ۷۸×۱۶۳                          | سید روح‌الله خمینی               | میدان نقش جهان                                        | ۱۳۸۲٫۱۲٫۲۴   | (مظاهری و شیبانی) (حسینی و شیبانی) (دانش جعفری و شیبانی) (دانش جعفری و مظاهری) (طیب نیا و سیف)                                                                         |
|                                 |                                 | ۲۰٬۰۰۰                          | ۷۸×۱۶۳                          | سید روح‌الله خمینی               | مسجدالاقصی                                            | ۱۳۸۳٫۱۲٫۰۵   | (حسینی و بهمنی) (طیب نیا و سیف) |
|                                 |                                 | ۲۰٬۰۰۰                          | ۷۸×۱۶۳                          | سید روح‌الله خمینی               | خانه آقازاده (ابرکوه)                                 | ۱۳۹۳٫۰۷٫۳۰   | (طیب نیا و سیف) (کرباسیان و سیف) (کرباسیان و همتی) (دژپسند و همتی) (دژپسند و کمیجانی)                                                                                  |
|                                 |                                 | ۵۰٬۰۰۰                          | ۷۹×۱۶۶                          | سید روح‌الله خمینی               | نقشه ایران با نماد اتم واژه خلیج فارس به زبان انگلیسی | ۱۳۸۵٫۱۲٫۲۰   | (دانش جعفری و شیبانی) (دانش جعفری و مظاهری) (حسینی و مظاهری) (حسینی و بهمنی) (طیب نیا و سیف)                                                                           |
|                                 |                                 | ۵۰٬۰۰۰                          | ۷۹×۱۶۶                          | سید روح‌الله خمینی               | سردر دانشگاه تهران                                    | ۱۳۹۴٫۰۶٫۲۹   | (طیب نیا و سیف) (دژپسند و همتی) |
|                                 |                                 | ۱۰۰٬۰۰۰                         | ۷۹×۱۶۶                          | سید روح‌الله خمینی               | آرامگاه سعدی                                          | ۱۳۸۹٫۰۳٫۳۱   | (حسینی و بهمنی) (طیب نیا و سیف) (کرباسیان و سیف) (کرباسیان و همتی) (دژپسند و همتی)                                                                                     |

### سری میان‌نسلی با چهار صفر کمرنگ (۱۳۹۹ تا کنون)
به نقل از صداوسیما، سه اسکناس جدید، ۱۰٫۰۰۰ ریالی (یک تومانی)، ۲۰٫۰۰۰ ریالی (۲ تومانی) و ۵۰٫۰۰۰ ریالی (۵ تومانی) در بانک مرکزی رونمایی شدند. این اسکناس‌ها دارای ظاهری متفاوت و ویژگی‌های امنیتی بالاتر در مقایسه با اسکناس‌های قدیمی هستند. به گفتهٔ رئیس سازمان تولید اسکناس و مسکوک، همهٔ اسکناس‌های جدید در اندازه‌های مساوی چاپ خواهند شد و برای اجرای طرح حذف چهار صفر از پول ملی در آینده در اسکناس‌های جدید نیز چهار صفر ارقام اسکناس کم‌رنگ چاپ شده است. در این اسکناس‌ها از تصویر نمادهای ملی و مذهبی استفاده شده است و توزیع این اسکناس‌ها نیز به‌زودی آغاز خواهد شد.
اسکناس ۱۰۰٫۰۰۰ ریالی (۱۰ تومانی) جدید از همین سری و ایران‌چک ۱٫۰۰۰٫۰۰۰ ریالی (۱۰۰ تومانی) در تاریخ ۱۵ بهمن ماه ۱۳۹۹ و اسکناس ۵۰٫۰۰۰ ریالی (۵ تومانی) هم در تاریخ ۱۶ اسفند ماه ۱۳۹۹ به چرخهٔ معاملات وارد شدند. پیش از این، ایران‌چک ۵۰۰٫۰۰۰ ریالی (۵۰ تومانی) با ویژگی‌های مشابه طراحی و امنیتی در سال ۱۳۹۷ رونمایی شده بود.
| تصویر | تصویر | رقم (﷼)                           | اندازه (میلی‌متر) | توضیحات                 | توضیحات                                                 | تاریخ انتشار | امضاها                                                                                          |
| رو    | پشت   | رقم (﷼)                           | اندازه (میلی‌متر) | رو                      | پشت                                                     | تاریخ انتشار | امضاها                                                                                          |
| ----- | ----- | --------------------------------- | ---------------- | ----------------------- | ------------------------------------------------------- | ------------ | ----------------------------------------------------------------------------------------------- |
|       |       | ۱۰٬۰۰۰ ۱ تومان (با ۴ صفر کمرنگ)   | 156x71           | نگارهٔ سید روح‌الله خمینی | آرامگاه ابن سینا                                        | ۱۴۰۱/۰۴/۰۶   | (دژ پسند و همتی) (خاندوزی و صالح آبادی)                                                         |
|       |       | ۲۰٬۰۰۰ ۲ تومان (با ۴ صفر کمرنگ)   | 156x71           | نگارهٔ سید روح‌الله خمینی | مقبره‌الشعرای تبریز، بیتی از شهریار (علی ای همای رحمت …) | ۱۴۰۱/۰۴/۰۶   | ( دژپسند و همتی ) خاندوزی و صالح آبادی)                                                         |
|       |       | ۵۰٬۰۰۰ ۵ تومان (با ۴ صفر کمرنگ)   | 156x71           | نگارهٔ سید روح‌الله خمینی | آرامگاه حافظ، بیتی از حافظ (هرگز نمیرد آنکه …)          | ۱۳۹۹٫۱۲٫۱۶   | (دژپسند و همتی) (خاندوزی و صالح آبادی) (خاندوزی و فرزین)                                        |
|       |       | ۱۰۰٬۰۰۰ ۱۰ تومان (با ۴ صفر کمرنگ) | 156x71           | نگارهٔ سید روح‌الله خمینی | آرامگاه سعدی                                            | ۱۳۹۹٫۱۱٫۱۵   | (دژپسند و همتی ) (دژپسند و کمیجانی) ( خاندوزی و صالح آبادی) ( خاندوزی و فرزین ) ( همتی وفرزین ) |

## ایران‌چک (تراول)
چک واژه‌ای فارسی مربوط به دورهٔ هخامنشیان به معنی برگهٔ تاریخ‌دار و دارای ارزش مالی است و گاهی به معنی قباله، منشور و عهدنامه نیز به کار برده می‌شود که واژهٔ عربی آن صک و جمع آن صکوک است. این برگه‌ها جایگزین برگه‌های بهاداری نظیر چک طلایی، چک در گردش و ایران‌چک بانک‌ها شده‌اند که تا پیش از انتشار آن‌ها در سال ۱۳۸۷ توسط بانک مرکزی، توسط هر یک از بانک‌های عامل ایران و با نام خودشان چاپ و منتشر می‌گردید. بانک مرکزی در این سال به منظور مقابله با تبعات منفی انتشار چک‌پول بانک‌ها وارد عمل شد و از تاریخ ۲۵ مرداد ۱۳۸۷ ایران‌چک ۵۰۰ هزار و یک میلیون ریالی بانک مرکزی جایگزین بانک‌چک و ایران‌چک بانک‌ها شد. در دی ماه سال ۱۳۸۹ به دلیل ایرادات نهادهای نظارتی ایران‌چک یک میلیون ریالی بانک مرکزی جمع‌آوری شد ولی در اسفند ۱۳۹۲ انتشار آن از سر گرفته شد.
در تعریف این برگه آمده: ایران‌چک، چکی است که توسط بانک مرکزی چاپ و منتشر شده و توسط تمامی مؤسسات اعتباری صادر و وجه آن در هر یک از شعب مؤسسات اعتباری پرداخت می‌شود. با این تعریف، ایران‌چک عملاً کارکرد یک اسکناس را پیدا کرد. اصطلاح تراول که در زبان انگلیسی به معنی مسافرت و برگرفته از چک مسافرتی است هنوز به اشتباه به این اسکناس‌ها اطلاق می‌شود.
در این اسکناس‌ها سعی شده تا به نوعی چهار صفر از واحد پول حذف گردد؛ یعنی بر روی اسکناس ۵۰۰٬۰۰۰ ریالی عدد ۵۰ و بر روی ۱٬۰۰۰٬۰۰۰ ریالی عدد ۱۰۰ دیده می‌شود؛ در هر دو مورد این اعداد با نوشتار انگلیسی بر روی اسکناس درج شده‌اند. هیئت دولت در جلسه نهم مرداد ۱۳۹۸ به ریاست حسن روحانی رئیس‌جمهور وقت، لایحه پیشنهادی بانک مرکزی مبنی بر تغییر واحد پول ملی از ریال به تومان و حذف چهار صفر را به تصویب رساند. مجلس نیز در جلسهٔ علنی ۷ مهر ۱۳۹۸ با حضور عبدالناصر همتی ریاست بانک مرکزی وقت، یک فوریت لایحهٔ حذف چهار صفر از پول ملی و جایگزینی ریال با تومان و واحدهای خرد (کمتر از ده هزار ریال) به پارسه، را به تصویب رساند.
| ایران‌چک‌های بانک مرکزی جمهوری اسلامی ایران از سال ۱۳۸۷ | ایران‌چک‌های بانک مرکزی جمهوری اسلامی ایران از سال ۱۳۸۷ | ایران‌چک‌های بانک مرکزی جمهوری اسلامی ایران از سال ۱۳۸۷ | ایران‌چک‌های بانک مرکزی جمهوری اسلامی ایران از سال ۱۳۸۷ | ایران‌چک‌های بانک مرکزی جمهوری اسلامی ایران از سال ۱۳۸۷ | ایران‌چک‌های بانک مرکزی جمهوری اسلامی ایران از سال ۱۳۸۷ | تاریخ انتشار          | امضاء                                 |
| تصویر                                                 | تصویر                                                 | ارزش                                                  | ابعاد (میلی‌متر)                                       | توضیحات                                               | توضیحات                                               | تاریخ انتشار          | امضاء                                 |
| رو                                                    | پشت                                                   | ارزش                                                  | ابعاد (میلی‌متر)                                       | رو                                                    | پشت                                                   | تاریخ انتشار          | امضاء                                 |
| ----------------------------------------------------- | ----------------------------------------------------- | ----------------------------------------------------- | ----------------------------------------------------- | ----------------------------------------------------- | ----------------------------------------------------- | --------------------- | ------------------------------------- |
|                                                       |                                                       | ۵۰۰٬۰۰۰ ۵۰ هزار تومن                                  | ۷۱×۱۴۲                                                | بارگاه علی بن موسی الرضا                              | سقاخانه اسماعیل طلایی                                 | ۱۳۹۴٫۰۶٫۰۳            | ولی‌الله سیف                           |
|                                                       |                                                       | ۵۰۰٬۰۰۰ یا ۵۰ هزار تومن                               | ۷۵×۱۶۰                                                | بارگاه علی بن موسی الرضا                              | خط نستعلیق                                            | ۱۳۸۷٫۰۵٫۱۳            | طهماسب مظاهری محمود بهمنی ولی‌الله سیف |
|                                                       |                                                       | ۱٬۰۰۰٬۰۰۰ یا ۱۰۰ هزار تومان                           | ۷۵×۱۶۰                                                | کاخ تچر (رنگ آبی)                                     | خط نستعلیق                                            | ۱۳۸۸/۰۳/۱۹ ۱۳۸۷/۰۵/۳۱ | محمود بهمنی ولی‌الله سیف               |
|                                                       |                                                       | ۱٬۰۰۰٬۰۰۰ یا ۱۰۰ هزار تومان                           | ۷۵×۱۶۰                                                | کاخ تچر (رنگ قهوه‌ای)                                  | خط نستعلیق                                            | ۱۳۸۸/۰۳/۱۹ ۱۳۸۷/۰۵/۳۱ | طهماسب مظاهری                         |
|                                                       |                                                       | ۲٬۰۰۰٬۰۰۰ یا۲۰۰ هزار تومان                            | ۷۵×۱۶۰                                                | سد کارون ۳                                            | خط نستعلیق                                            | ۱۴۰۱/۱۲/۲۰            | طهماسب مظاهری محمود بهمنی             |

| ایران‌چک‌های بانک مرکزی جمهوری اسلامی ایران (سری میان نسلی با چهار صفر کمرنگ) از سال ۱۳۹۷ | ایران‌چک‌های بانک مرکزی جمهوری اسلامی ایران (سری میان نسلی با چهار صفر کمرنگ) از سال ۱۳۹۷ | ایران‌چک‌های بانک مرکزی جمهوری اسلامی ایران (سری میان نسلی با چهار صفر کمرنگ) از سال ۱۳۹۷ | ایران‌چک‌های بانک مرکزی جمهوری اسلامی ایران (سری میان نسلی با چهار صفر کمرنگ) از سال ۱۳۹۷ | ایران‌چک‌های بانک مرکزی جمهوری اسلامی ایران (سری میان نسلی با چهار صفر کمرنگ) از سال ۱۳۹۷ | ایران‌چک‌های بانک مرکزی جمهوری اسلامی ایران (سری میان نسلی با چهار صفر کمرنگ) از سال ۱۳۹۷ | تاریخ انتشار | امضاء                                                   |
| تصویر                                                                                   | تصویر                                                                                   | ارزش                                                                                    | ابعاد (میلی‌متر)                                                                         | توضیحات                                                                                 | توضیحات                                                                                 | تاریخ انتشار | امضاء                                                   |
| رو                                                                                      | پشت                                                                                     | ارزش                                                                                    | ابعاد (میلی‌متر)                                                                         | رو                                                                                      | پشت                                                                                     | تاریخ انتشار | امضاء                                                   |
| --------------------------------------------------------------------------------------- | --------------------------------------------------------------------------------------- | --------------------------------------------------------------------------------------- | --------------------------------------------------------------------------------------- | --------------------------------------------------------------------------------------- | --------------------------------------------------------------------------------------- | ------------ | ------------------------------------------------------- |
|                                                                                         |                                                                                         | ۵۰۰٬۰۰۰ یا ۵۰ تومان                                                                     | ۷۱×۱۵۶                                                                                  | بارگاه علی بن موسی الرضا                                                                | کوه دماوند                                                                              | ۱۳۹۷٫۱۰٫۱۱   | عبدالناصر همتی اکبر کمیجانی علی صالح‌آبادی محمدرضا فرزین |
|                                                                                         |                                                                                         | ۱٬۰۰۰٬۰۰۰ یا ۱۰۰ تومان                                                                  | ۷۱×۱۵۶                                                                                  | کاخ تچر                                                                                 | پتروشیمی بندر امام                                                                      | ۱۳۹۹٫۱۱٫۱۵   | عبدالناصر همتی علی صالح‌آبادی                            |
|                                                                                         |                                                                                         | ۱٬۰۰۰٬۰۰۰ یا ۱۰۰ تومان                                                                  | ۷۱×۱۵۶                                                                                  | حرم فاطمه معصومه                                                                        | پتروشیمی بندر امام                                                                      | ۱۴۰۱/۰۶/۲۱   | علی صالح‌آبادی محمدرضا فرزین                             |
|                                                                                         |                                                                                         | ۲٬۰۰۰٬۰۰۰ یا ۲۰۰ تومان                                                                  | ۷۱×۱۵۶                                                                                  | مسجد جامع اصفهان                                                                        | چوگان (اثر محمود فرشچیان)                                                               | ۱۴۰۳/۱۲/۲۱   | محمدرضا فرزین                                           |